# Pelourinho de Messejana
O Pelourinho de Messejana é um monumento situado na freguesia de Messejana, no município de Aljustrel, na região do Alentejo, em Portugal.
Integra-se no estilo manuelino, tendo sido provavelmente construído no século XVI.
Foi classificado como Imóvel de Interesse Público em 1933.

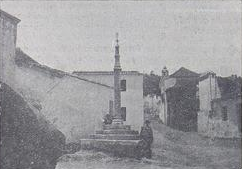
Fotografia do pelourinho, publicada na obra Album Alentejano, de 1930.

## Descrição e história
Situa-se na Praça Primeiro de Julho, no centro histórico da vila, perto de outros edifícios históricos, como a Torre do Relógio e a Igreja da Misericórdia. É um dos principais monumentos da vila, sendo um testemunho do período em que esta gozava de autonomia municipal. Consiste numa coluna manuelina em mármore branco, e rematada por uma esfera e uma cruz, ambos em ferro. O mármore foi provavelmente oriundo das pedreiras de Trigaches, no concelho de Beja. Tem numa pinha cónica embolada, com soco de planta octogonal, e um fuste estriado, sendo o capital decorado com meias esferas. O remate é um pináculo de forma cónica, ornamentado com anéis de torsal. Na década de 1930 contava apenas com quatro degraus, tendo posteriormente sido instalado um quinto degrau.
Embora o concelho de Messejana exista desde o reinado de Dinis I de Portugal, o pelourinho é muito posterior, tendo sido provavelmente erguido apenas no século XVI, na sequência da atribuição do foral em 1 de Julho de 1512, pelo rei D. Manuel, que permitiu a instalação de um pelourinho. Por volta de 1820, durante o período das guerras liberais, a estrutura foi transladada para trás da torre do relógio, de forma a permitir a realização de touradas na praça. Em 1832, a Vereação da Câmara ordenou que fossem removidas as argolas e os ferros de sujeição do pelourinho, alegando que estes elementos constituíam uma «memória dos tormentos aflitivos». Em 24 de Outubro de 1853, foi extinto o concelho de Messejana. Nos princípios do século XX, o pelourinho voltou a ser colocado na praça, tendo sido instalados novos degraus, de formato quadrangular. Foi elevado a Imóvel de Interesse Público pelo Decreto n.º 23 122, de 11 de Outubro de 1933, que ordenou a classificação de todos os pelourinhos em território nacional que não estivessem já protegidos.
Apesar de estar classificado desde 1933, o pelourinho não dispunha de uma zona de especial protecção, que iria permitir a preservação não só do monumento, como de outros edifícios históricos em redor. Assim, em 4 de Dezembro de 2002 a autarquia fez uma proposta para a sua criação, que foi aceite pela Direcção Regional de Évora e pelo conselho consultivo do IGESPAR, tendo o correspondente despacho de homologação sido emitido em 3 de Junho de 2003 pelo Ministério da Cultura. A instalação da zona de especial protecção foi determinada por um despacho de 29 de Outubro de 2009 do Ministério da Cultura.